# Góral (obraz Aleksandra Kotsisa)
Góral, także Kłusownik – obraz polskiego malarza Aleksandra Kotsisa z 1870, znajdujący się w Galerii sztuki polskiej 1800-1945 Muzeum Śląskiego w Katowicach.
Malarz namalował tatrzańską scenę rodzajową w 1870 roku. Obraz przedstawia młodego mężczyznę w góralskim stroju zeskakującego ze skały ku uwięzionemu we wnykach zwierzęciu. W oddali wynurzają się z chmur górskie szczyty. Obraz ma wymiary 134 × 79,5 cm, posiada sygnaturę w prawym dolnym rogu: AK. Muzeum Śląskie w Katowicach zakupiło dzieło od osoby prywatnej w Bydgoszczy w 1927 roku. W czasie II wojny światowej obraz zaginął. Odnalazł się na strychu jednego z domów w Skarżysku-Kamiennej w 1983 roku. Był uszkodzony. Został odrestaurowany w pracowni Ryszarda Krzemińskiego w Zagórzu. Muzealny numer inwentarzowy: MŚK/SzM/518.